# WHQL测试
Windows硬件质量实验室测试（英語：Windows Hardware Quality Labs testing），简称WHQL测试，是对所涉及的第三方硬件或软件进行一系列测试，然后提交测试的日志文件到微软供微软审核的一个测试流程。该流程也包含微软在各种设备上运行自己的测试，例如搭配不同的硬件和不同的Microsoft Windows版本。

## 概述
通过WHQL测试的产品可以使用“Windows认证”标识，证明该硬件/软件已通过微软测试来确保兼容性。实际使用的标识取决于Windows版本。
微软会为通过WHQL测试的驱动程序创建一个數位簽章证书文件，仅当驱动程序安装包中存在该文件时，才能在64位Windows版本上安装，并能避免32位Windows Vista及Windows XP系统中显示该驱动程序未经过微软认证的警告。
2007年6月以来，已新增音频保真度测试（Audio Precision SYS-2722-A-M）。
通过WHQL测试的部分驱动程序可通过Windows Update或Microsoft Update Catalog下载。